# 保时捷体育馆
保时捷体育馆（英語：Porsche-Arena），是一个多用途的体育馆，位于德国斯图加特。

## 簡介
保时捷体育馆的座位数从5,100个到8,000个不等，经过14个月的建设，于2006年對外开放。该场馆是位于斯图加特内卡公园（NeckarPark）体育场馆的一部分，位于斯图加特体育馆、梅赛德斯-奔驰竞技场和汉斯-马丁-施莱尔哈勒之间。为筹措建设资金，場館的冠名权在开工前便已经销售出去，足以負擔大部分的建館成本。保时捷以1,000万欧元的价格买下冠名权，授權有效期限为20年。這座場館是WTA500巡回赛保时捷网球大奖赛的举办地，也是2007年世界男子手球锦标赛等運動賽事的举办場地。

## 相册

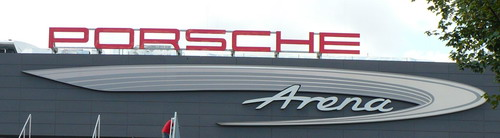
Logo
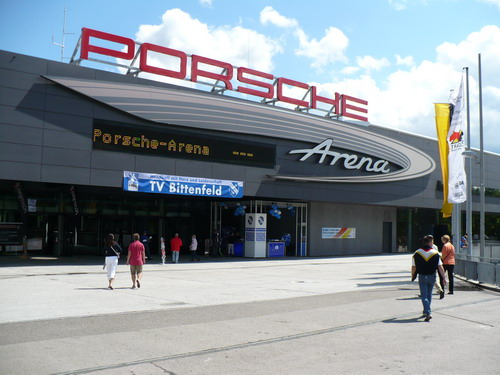
保时捷体育馆
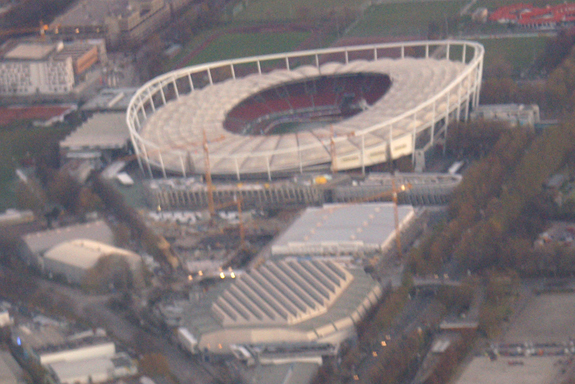
内卡公园的一部分
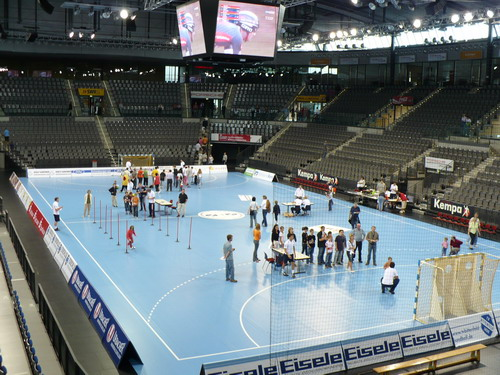
体育馆内部